# Domingo Ramos
Domingo Antonio Ramos (nacido el 29 de marzo de 1958 en Santiago) es un ex infielder dominicano que jugó en las Grandes Ligas de Béisbol entre 1978-1990. Fue firmado por los Yankees de Nueva York como amateur en 1975. En sus doce temporadas en Grandes Ligas militó para los New York Yankees, Toronto Blue Jays, Seattle Mariners, Cleveland Indians, Los Angeles Angels of Anaheim y Chicago Cubs. Desempeñándose más que nada en el shortstop, Ramos terminó en las mayores con un promedio de bateo de .240, 261 hits, 34 dobles, 2 triples, 8 jonrones, 109 carreras anotadas, 85 impulsadas, 6 bases robadas, 92 base por bolas, 138 ponches en 507 juegos y 1086 turnos al bate.

## Liga Dominicana
Ramos debutó en la Liga Dominicana en la temporada 1977-78. En sus trece temporadas en la liga jugó para los equipos Tigres del Licey, Toros del Este y Águilas Cibaeñas. Terminó con un promedio de bateo de .294, 463 hits, 50 dobles, 13 triples, 3 jonrones, 44 robos en 456 partidos y 1,575 turnos al bate.